# 鄭君 (漢朝)
郑君（？—？），名荣，是郑幽公之子公子鲁的后代。郑君在项羽部下担任将领，项羽死后，郑君归属汉朝。汉高祖下令项羽过去的部下都要直呼项羽的名字“籍”，只有郑君一人不接受诏令。汉高祖于是下诏将那些直呼项羽名字的人都任命为大夫，并驱逐了郑君，郑君在汉文帝时期死去。郑君的儿子郑当时后任大司农，是荥阳郑氏的始祖。